# اکرام‌الدین معصومی
اکرام‌الدین معصومی (زاده ۱۳۳۲ ولسوالی اشکمش ولایت تخار) سیاستمدار افغانستان و نماینده مردم ولایت تخار در دوره شانزدهم مجلس نمایندگان است. وی در مجلس شانزدهم نمایندگان افغانستان عضو کمیسیون مواصلات، مخابرات، امور انکشاف شهری، تهیه مسکن، تهیه آب و برق و امور شاروالی‌ها می‌باشد.

## زندگی‌نامه
اکرام‌الدین معصومی زاده ۱۳۳۲ از ولسوالی اشکمش ولایت تخار می‌باشد. ایشان تحصیلات ابتدایی خود را در سال ۱۳۵۰ در لیسه زیرینگ ولایت تخار به اتمام رسانید و نیز در سال ۱۳۵۷ از دانشگاه کابل مدرک لیسانس خود را در رشته ساینس کسب کرد.

## دیگر فعالیت‌ها
دیگر فعالیت‌های ایشان:
- والی تخار (۱۳۸۱).
- والی بدخشان (۱۳۸۳).
- وزیر کار و امور اجتماعی (۱۳۸۴).
- والی بغلان (۱۳۸۴).